# Василий (Колокас)
Митрополи́т Васи́лий (греч. Μητροπολίτης Βασίλειος, в миру Васи́лиос Коло́кас, греч. Βασίλειος Κολόκας; 29 ноября 1953, Янина — 16 мая 2014, Эласон) — епископ Константинопольской православной церкви и Элладской православной церкви; митрополит Элассонский (1995—2014), ипертим и экзарх Олимпии.

## Биография
Окончил Ризарийскую богословскую школу в Афинах и богословский факультет Университета Аристотеля в Салониках.
В 1975 году был рукоположен в сан диакона, а в 1979 году — во пресвитера. Служил священником в храме святого Ферапонта в Фессалониках.
С 1 февраля 1987 года по 6 октября 1994 года — игумен Монастыря святой Феодоры в Салониках.
В июле 1995 года решением Священного Синода избран митрополитом Элассонским.
21 июля 1995 года был хиротонисан в сан епископа и возведён в достоинство митрополита Элассонского.
С 2011 года являлся руководителем финансовой службы Элладской православной церкви.
Скончался 16 мая 2014 года от рака.